# William Sorelle
William Sorelle (ur. 25 listopada 1877, zm. 30 maja 1944 w Hrabstwie Tuolumne) – kanadyjsko-amerykański aktor filmowy, ery filmu niemego.

## Filmografia wybrana
- 1907 : The Trainer's Daughter; or, A Race for Love
- 1907 : A Little Girl Who Did Not Believe in Santa Claus
- 1908 : Tale the Autumn Leaves Told
- 1909 : Faust
- 1909 : The Prince and the Pauper
- 1910 : The Miniature
- 1910 : Ranson's Folly
- 1911 : When Masons Meet
- 1912 : The Power of Thought
- 1912 : A Prophet Without Honor
- 1912 : The Hand of Mystery '
- 1912 : From the Wilds
- 1912 : The Call of the Desert
- 1912 : A Heart Reclaimed
- 1913 : Conscience
- 1913 : Dr. Jekyll and Mr. Hyde
- 1913 : Bob's Baby
- 1914 : Northern Lights
- 1914 : The Littlest Rebel
- 1915 : A Continental Girl :
- 1915 : The Mummy and the Humming Bird
- 1915 : Książę i żebrak (The Prince and the Pauper)
- 1916 : Where Is My Father?
- 1916 : Common Sense Brackett
- 1917 : The Fortunes of Fifi
- 1918 : A Daughter of Uncle Sam
- 1918 : Private Peat
- 1919 : The Hand Invisible
- 1923 : The Go-Getter